# Stora Skärberget
Stora Skärberget är ett naturreservat i Älvdalens kommun i Dalarnas län.
Området är naturskyddat sedan 2011 och är 38 hektar stort. Reservatet består avbrunnen tallskog och barrblandskog som i öster gränsar till ån Fulan